# Estación de Providence
La Estación de Providence (en inglés Providence station) es una estación de ferrocarril en Providence (Estados Unidos), servida por Amtrak y MBTA Commuter Rail. La estación tiene cuatro vías y dos plataformas de isla para el servicio de pasajeros, con una quinta vía que pasa por los trenes de carga de Providence y Worcester Railroad. En la actualidad es la undécima estación de Amtrak más concurrida del Estados Unidos y la segunda más concurrida en el sistema de trenes de cercanías MBTA fuera de Boston.
La estación se construyó en 1986 durante un proyecto para eliminar las vías elevadas del Downtown. Es totalmente accesible para minusválidos.

## Servicio ferroviario

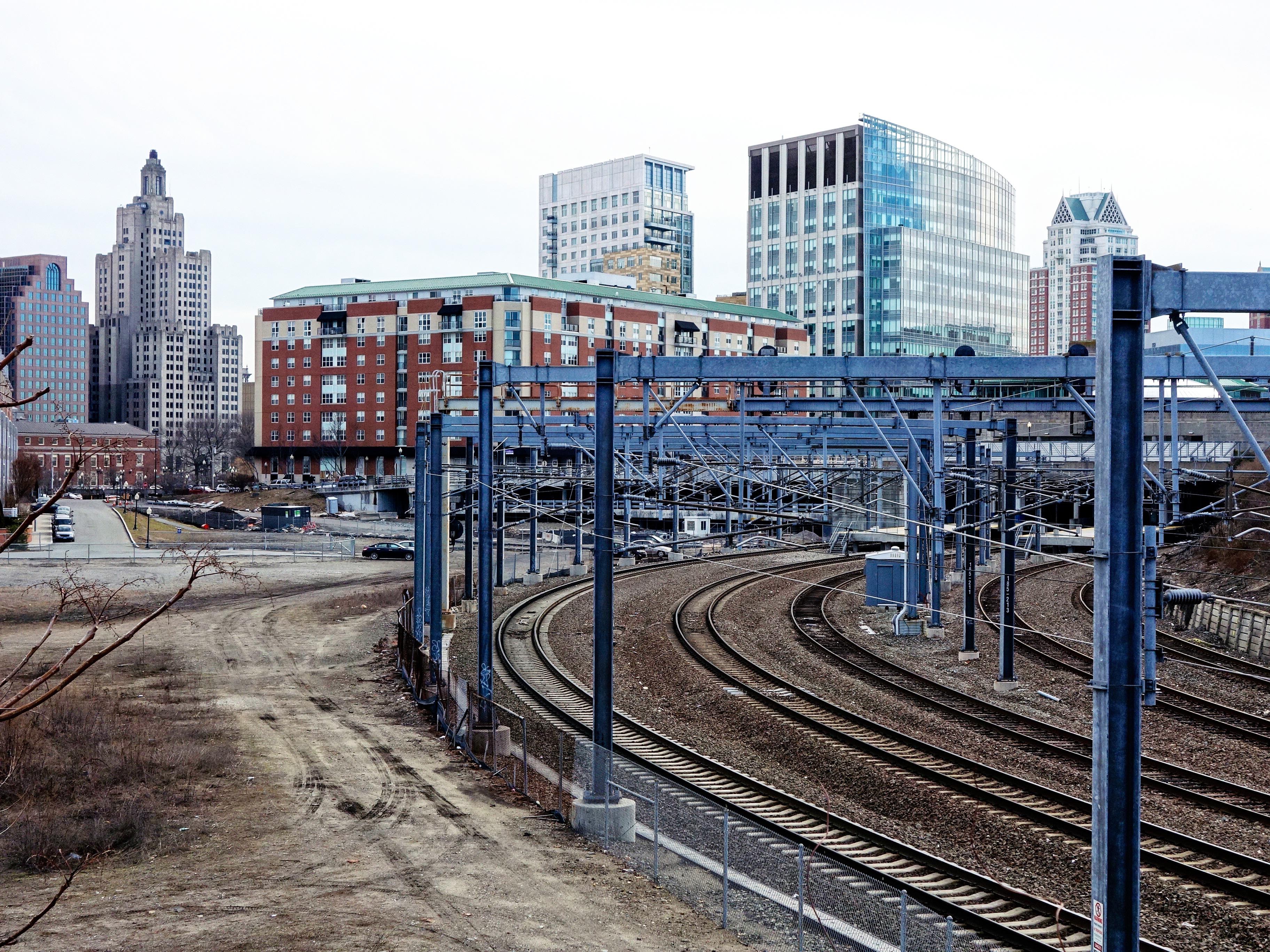
Vías inmediatamente al norte de la estación

Dos de las rutas ferroviarias de pasajeros de Amtrak dan servicio a la estación: Acela Express y Northeast Regional. El Acela Express es el único servicio ferroviario de alta velocidad de los Estados Unidos ; el Regional es un servicio local más lento. Ambos conectan Providence con el Corredor Noreste de Boston a Washington D. C.
La Autoridad de Transporte de la Bahía de Massachusetts (MBTA) también sirve a Providence. La terminal sur de la línea Providence/Stoughton está ubicada en Wickford Junction, dos paradas al sur de Providence. La línea Providence/Stoughton brinda servicio de cercanías a las ciudades entre el aeropuerto, Providence y Boston, y comparte vías con los trenes de Amtrak. En un conteo de 2018, Providence promedió 2091 pasajeros MBTA entrantes entre semana, lo que la convierte en la segunda estación más concurrida del sistema (después de Salem ) fuera de Boston 

## Historia

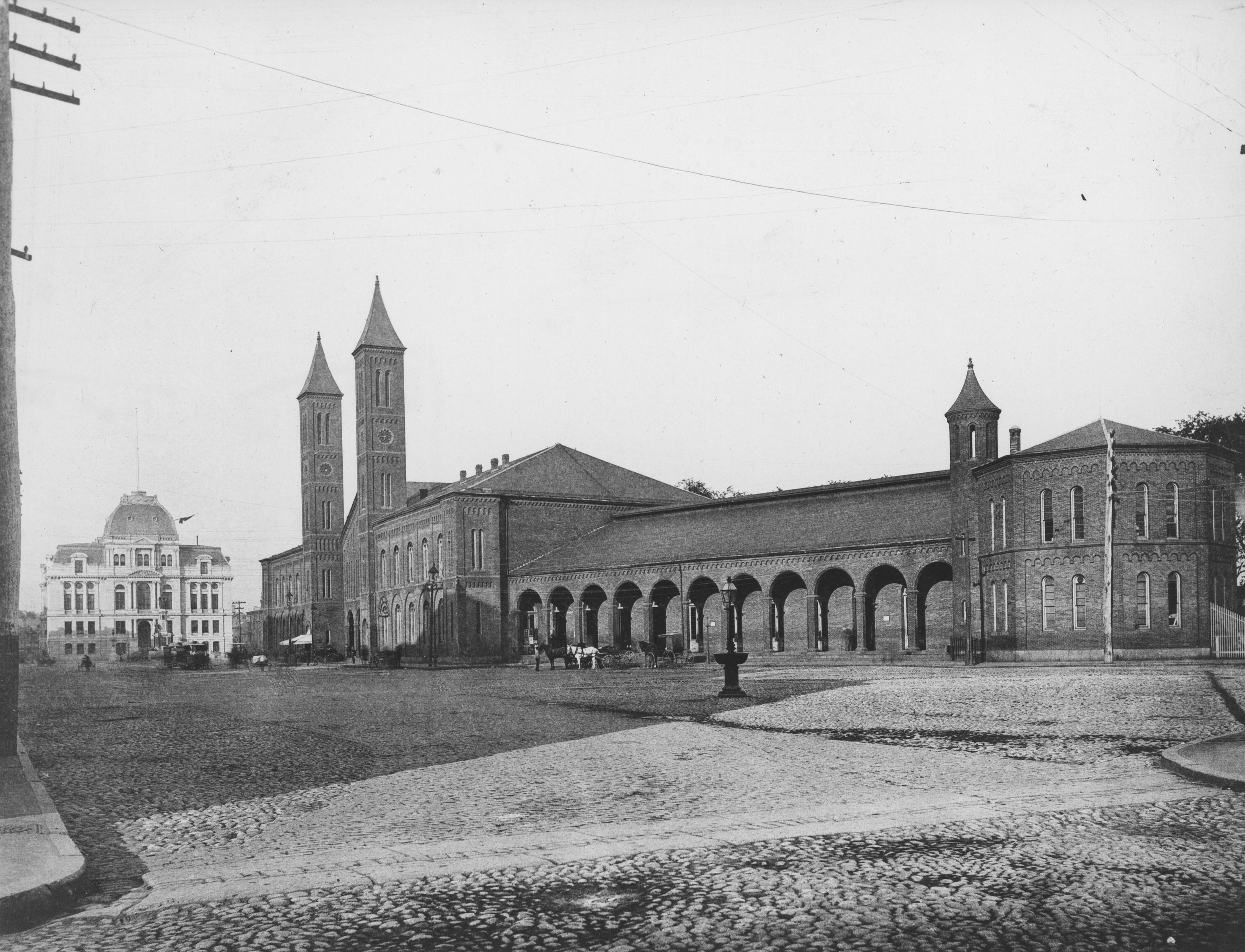
Union Station en 1885, once años antes de que fuera destruida por un incendio

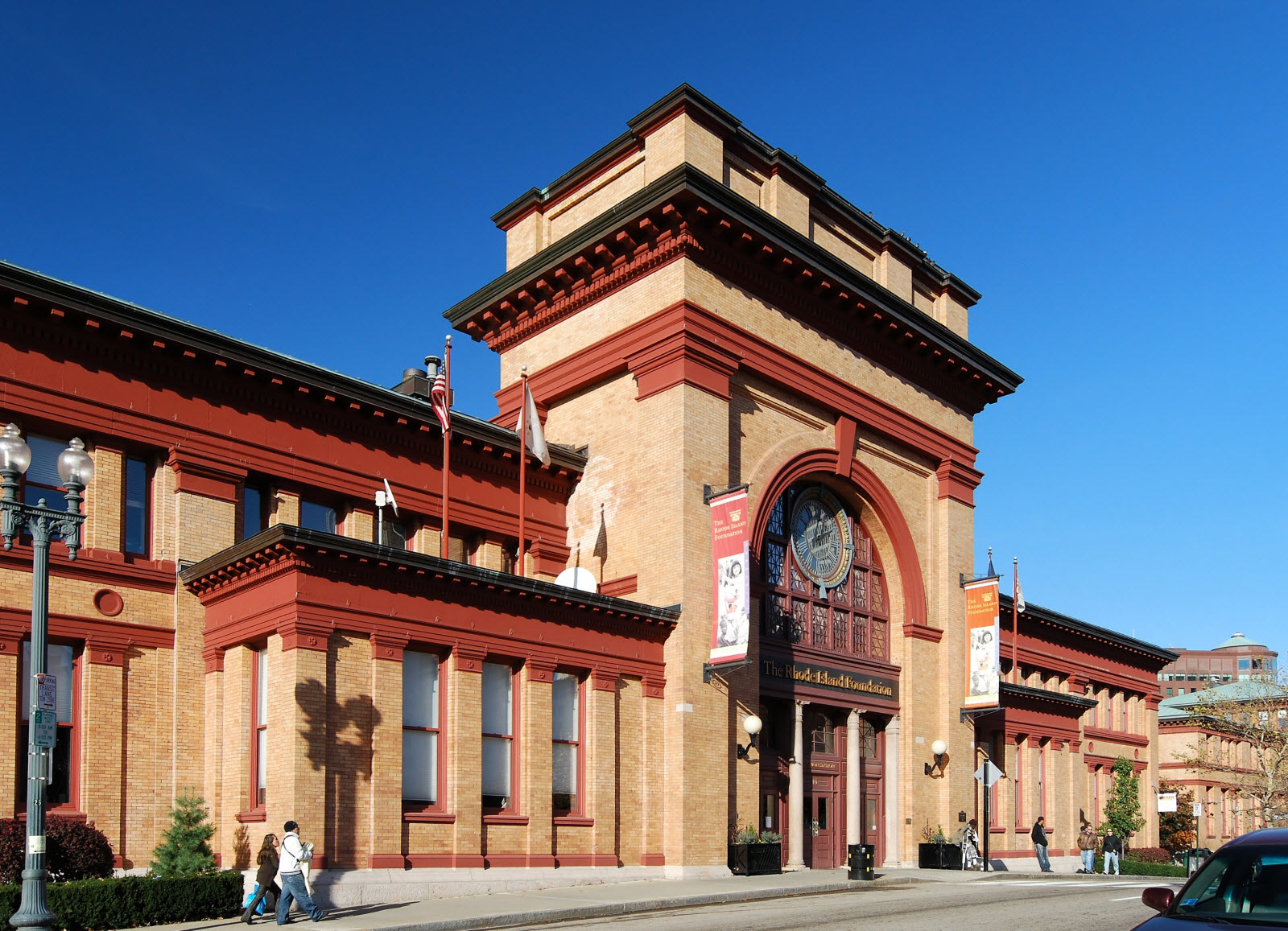
La segunda Union Station

La primera estación de ferrocarril de Providence fue construida en 1835 por Boston and Providence Rail Road en India Point. Providence y Stonington construyeron un depósito en Crary Street en South Providence en 1838, y los dos pronto se conectaron mediante un servicio de ferry.
El primer servicio directo se detuvo en Union Station, un edificio de ladrillos construido en 1847 por Providence & Worcester, Providence & Stonington y Boston & Providence Railroads. Fue diseñado por el arquitecto Thomas Alexander Tefft, de 21 años. El edificio se perdió en un incendio en 1896 y fue reemplazado por una Union Station más grande, completada en 1898 por New Haven Railroad. Consistía en cinco grandes estructuras de ladrillo, que aún forman el lado norte de la Plaza Kennedy en el centro del centro de Providence.
En 1986, el Corredor Noreste a través de Providence se reubicó al norte para liberar terreno de una masa de vías elevadas, popularmente llamada "Muro Chino", que había cercado el centro de Providence. La estación nueva y más pequeña se construyó al otro lado de la calle Gaspee desde la Casa del Estado de Rhode Island. Las cinco vías y las dos plataformas están ubicadas debajo del nivel del suelo debajo del edificio de la estación.

### Historial de servicio
Amtrak ha servido a Providence desde su creación en 1971, con trenes del Corredor Noreste de Boston a Nueva York y Washington. El servicio de cercanías local, tanto el servicio dentro del estado como el servicio a Boston, ha sido intermitente durante esta época. Después de que Penn Central descontinuó su tren de cercanías de New London a Boston en 1972, Rhode Island patrocinó un servicio de corta duración de Westerly a Providence (que duró hasta 1979) además del servicio de MBTA de Providence a Boston. El servicio dominical terminó en octubre de 1977 y el servicio fuera de horas punta y los sábados terminó en abril de 1979 debido a los subsidios limitados de Rhode Island; el servicio de hora pico cesó el 20 de febrero de 1981. El servicio de cercanías en horas pico comenzó nuevamente (a la nueva estación) en febrero de 1988, con el servicio fuera de las horas pico agregado en diciembre de 2000 y el servicio de fin de semana agregado en julio de 2006. En 2006 se inauguró una nueva instalación de escala para los trenes de cercanías MBTA, ubicada al norte de la estación en Pawtucket, lo que permitió a MBTA aumentar el servicio a la ciudad. El servicio se amplió aún más al aeropuerto TF Green en diciembre de 2010 y a Wickford Junction en abril de 2012.
Además, algunos servicios de día de juego a Foxboro se han realizado desde Providence desde 1997, así como desde 1971 hasta 1973. Hay trenes especiales para los partidos de fútbol de los New England Patriots, así como para algunos partidos de fútbol del New England Revolution y eventos deportivos universitarios.
El primer servicio Acela Express de ingresos a Providence fue el 11 de diciembre de 2000, al mismo tiempo que la expansión del servicio MBTA.
En agosto de 2019, la Administración Federal de Ferrocarriles otorgó a RIDOT hasta 12,5 millones de dólares para una "rehabilitación importante" de la estación. El proyecto de 25 millones de dólares también está financiado por RIDOT (5,25 millones de dólares) y Amtrak (7,25 millones de dólares).

## Arquitectura

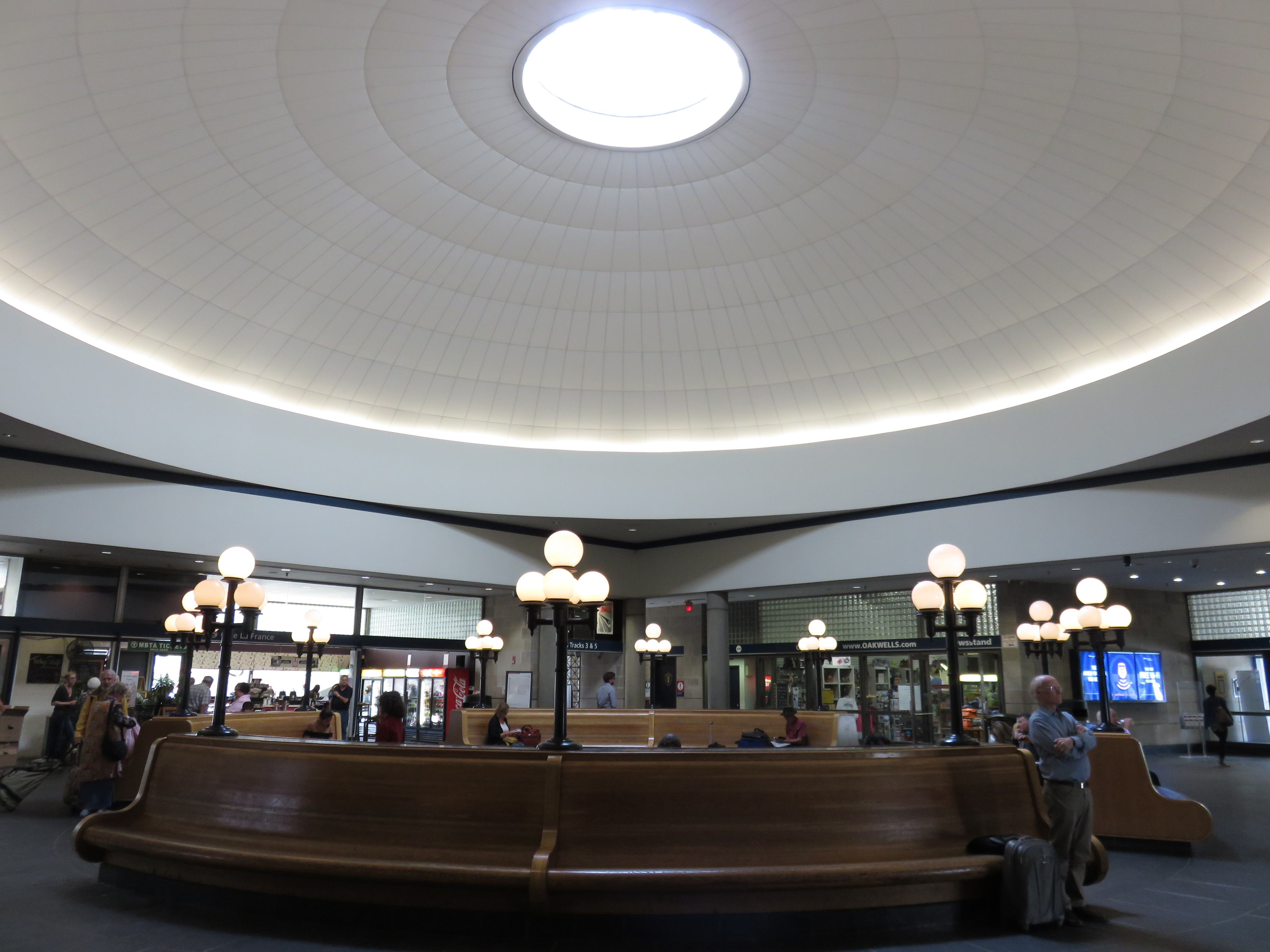
Interior de la estación

La estación fue diseñada en la oficina de Washington, D. C. de Skidmore, Owings and Merrill por Milo Meacham bajo la dirección de Marilyn Jordan Taylor. Es un edificio sencillo de estilo brutalista, con una gran torre del reloj cuadrada. Aunque en gran parte es subterránea y carece de la gran escala que era posible cuando se construyó Union Station en 1898, la estación ha sido recibida positivamente por los críticos. El proyecto recibió una mención en los Premios de Arquitectura Progresiva de 1983. El historiador de arquitectura local William McKenzie Woodward elogió el edificio por su estética y calificó su cúpula de platillo como "un gesto obvio pero muy elegante hacia la Casa del Estado". En 2010, la revista Architect del American Institute of Architects elogió la previsión de los diseñadores en la planificación de la revitalización del centro de Providence y dijo que "su diseño se adaptó a las geometrías complejas de un patrón de circulación orientado hacia el Capitolio y una estructura alineada con las vías, mientras que su diseño abierto plan se abría a lo que entonces era una ciudad imaginaria, una que la Providencia finalmente hizo realidad".

## Conexiones de autobús

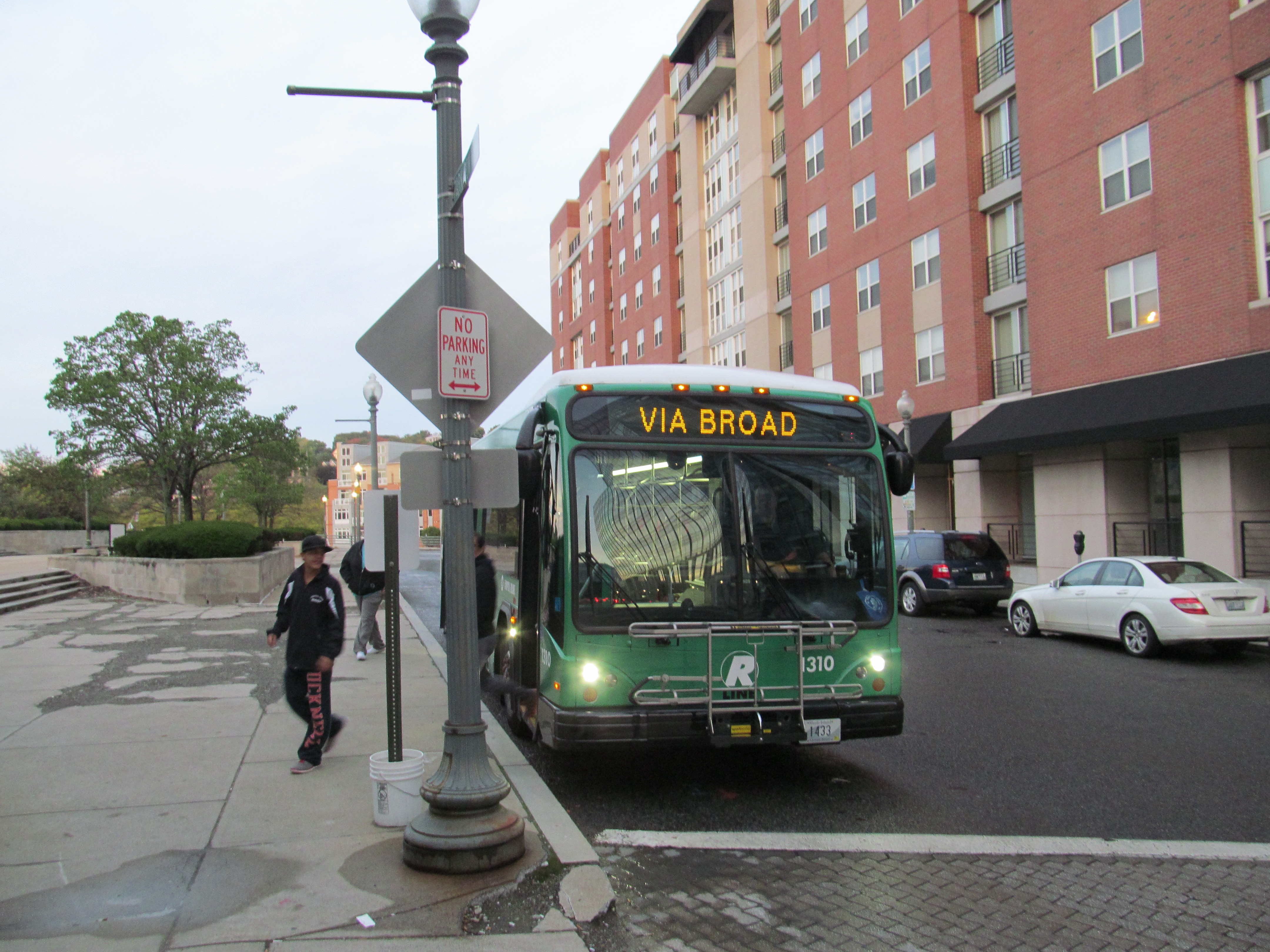
Un autobús de la línea R en dirección sur en la Estación Providence

La Plaza Kennedy es el centro principal del servicio de autobús RIPTA. Se encuentra a 402 m hacia el sur por Exchange Street. Cinco rutas RIPTA, incluido el servicio de autobús rápido R-Line, operan directamente a la estación de Providence. Cuatro rutas paran en Gaspee Street en el lado norte de la estación:
- 50 Douglas Ave.
- 55 Almirante/Prov College
- 56 Chalkstone Ave
- Calle Smith 57
- 62 URI/Estación Providencia

Hay dos rutas en Park Row West en el lado sur de la estación:
- R-Line Broad/North Main
- 66 URI/Galilea

Hay una parada de taxis en Gaspee Street, en el lado norte de la estación.